# Berrenda en colorado
La berrenda en colorado es una raza vacuna española autóctona de Andalucía.

## Morfología
Con un peso que no supera los 600 kilos, los ejemplares de esta raza poseen un pelaje blanco y colorado de desigual distribución. Típica raza de las provincias occidentales andaluzas, su carácter dócil es de gran utilidad para su uso como animal de tiro y como cabestro para el manejo de reses de lidia. 
El conjunto de animales que integran esta raza tienden a la hipermetría, con lo que se obtienen animales de tamaño de medio a grande, de apariencia tranquila y porte noble, con reacciones rápidas pero sin agresividad, poseyendo grandes cualidades para la doma y el cabestraje.
Las características exteriores se corresponden con las de una raza adaptada al medio, con un alto grado de rusticidad como corresponde a una raza autóctona.
Capa: General
Berrenda en colorado, botinera de las cuatro extremidades llegando hasta rodilla y corvejón, capirote y ojo de perdiz, pudiendo llegar al aparejado y remendado. Desde la cabeza y el cuello puede extenderse el alunarado difuminándose por el tronco. Se presenta gran variedad de tonalidad en el colorado e incluso es frecuente la presencia de mezcla difusa de pelos blancos.
Capa: cabeza
Tamaño medio a pequeño de perfil recto o subconvexo. Ancho y corto en machos y más alargado en hembras, suele estar presente el topete, en forma de arco irregular. Cuernos en forma de gancho abierto. Morro de ollares anchos y siempre despigmentado.
Capa: cuello
Alargado, con abundante papada que se extiende desde el mentón hasta el cartílago xifoides y en la cual pueden apreciarse arrugas verticales. Cuello más corto y musculoso en los machos.
Capa: dorso-lomo
Destaca la rectitud de la línea dorso-lumbar. Cruz algo saliente.
Capa: tronco
Alargado con costillas bien arqueadas que dan un tórax profundo.
Capa: grupa-cola
Grupa horizontal y sacro levantado con el nacimiento de la cola alto y adelantado, siendo ésta fina y alargada de borlón muy poblado.
Capa: aplomos

Desproporción positiva en longitud, nalga corta, recta o ligeramente convexa y terminando las extremidades en pezuñas. Pezuñas pequeñas, cerradas y decoloradas.

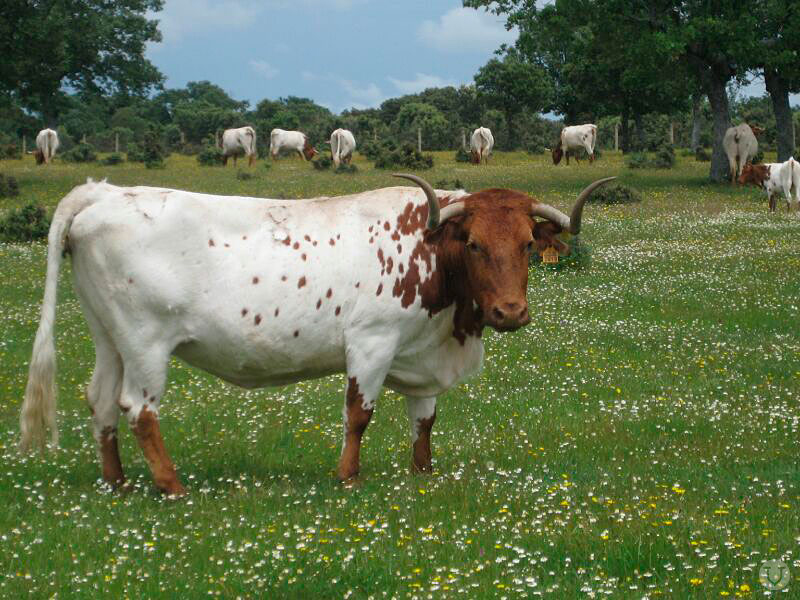
Hembra berrenda en colorado
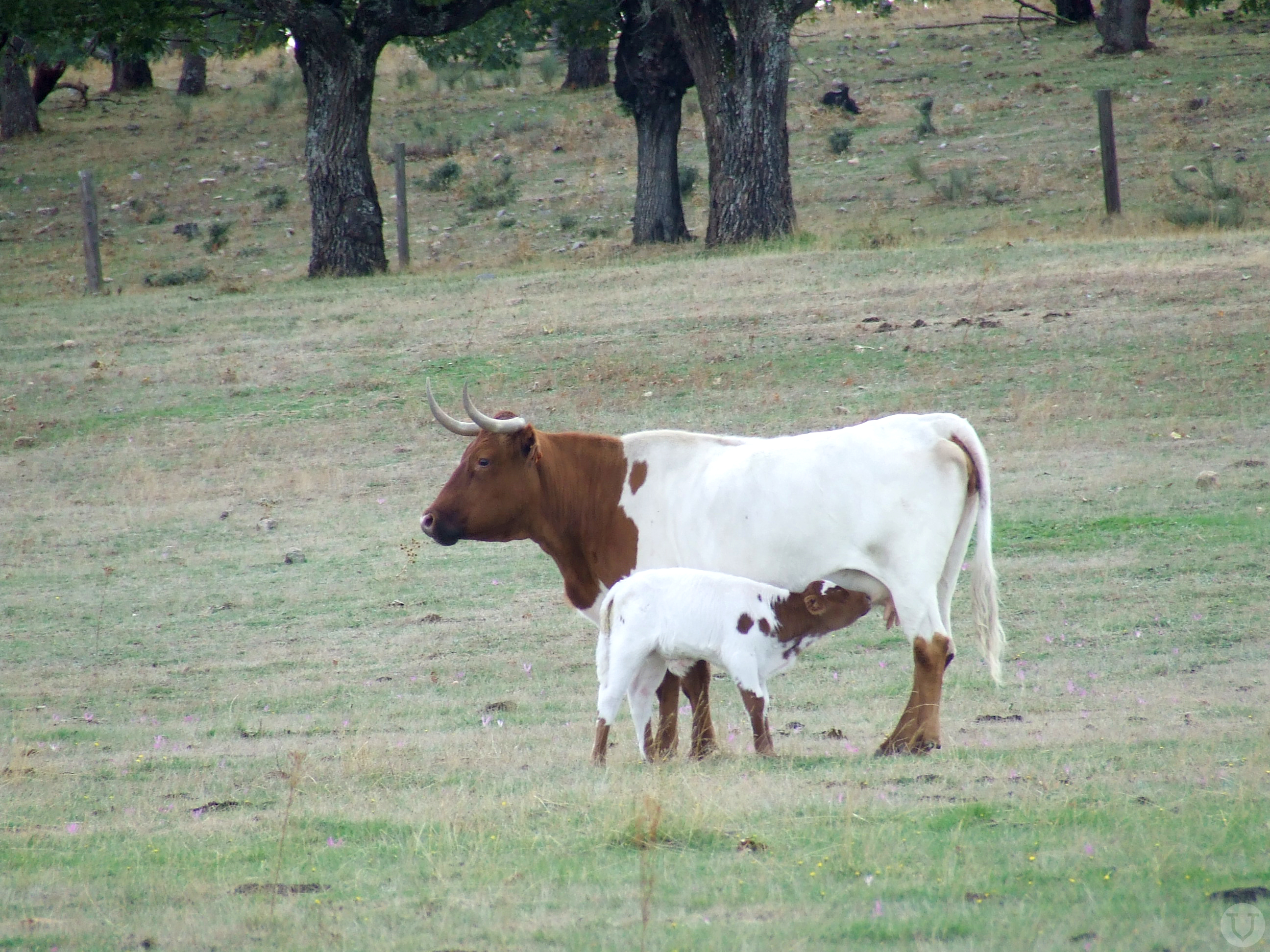
Vaca berrenda colorado dando de mamar a su ternero
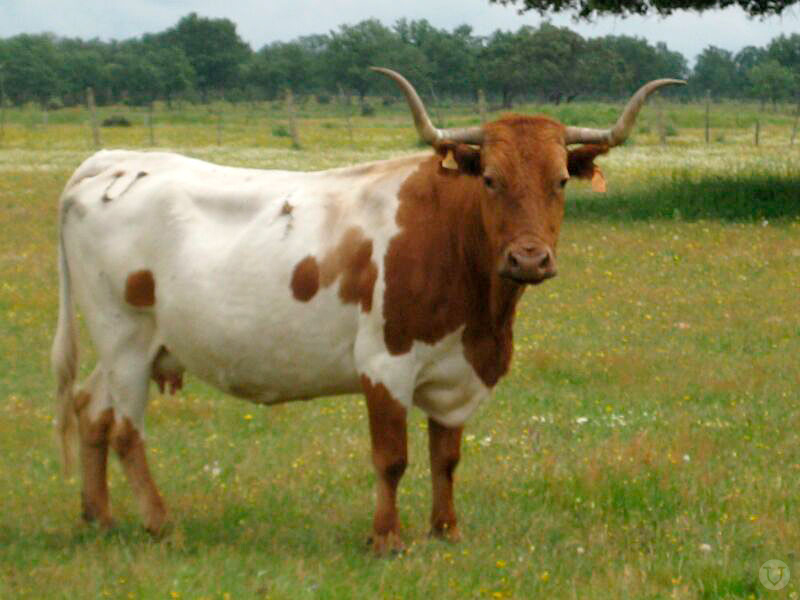
Hembra berrenda en colorado
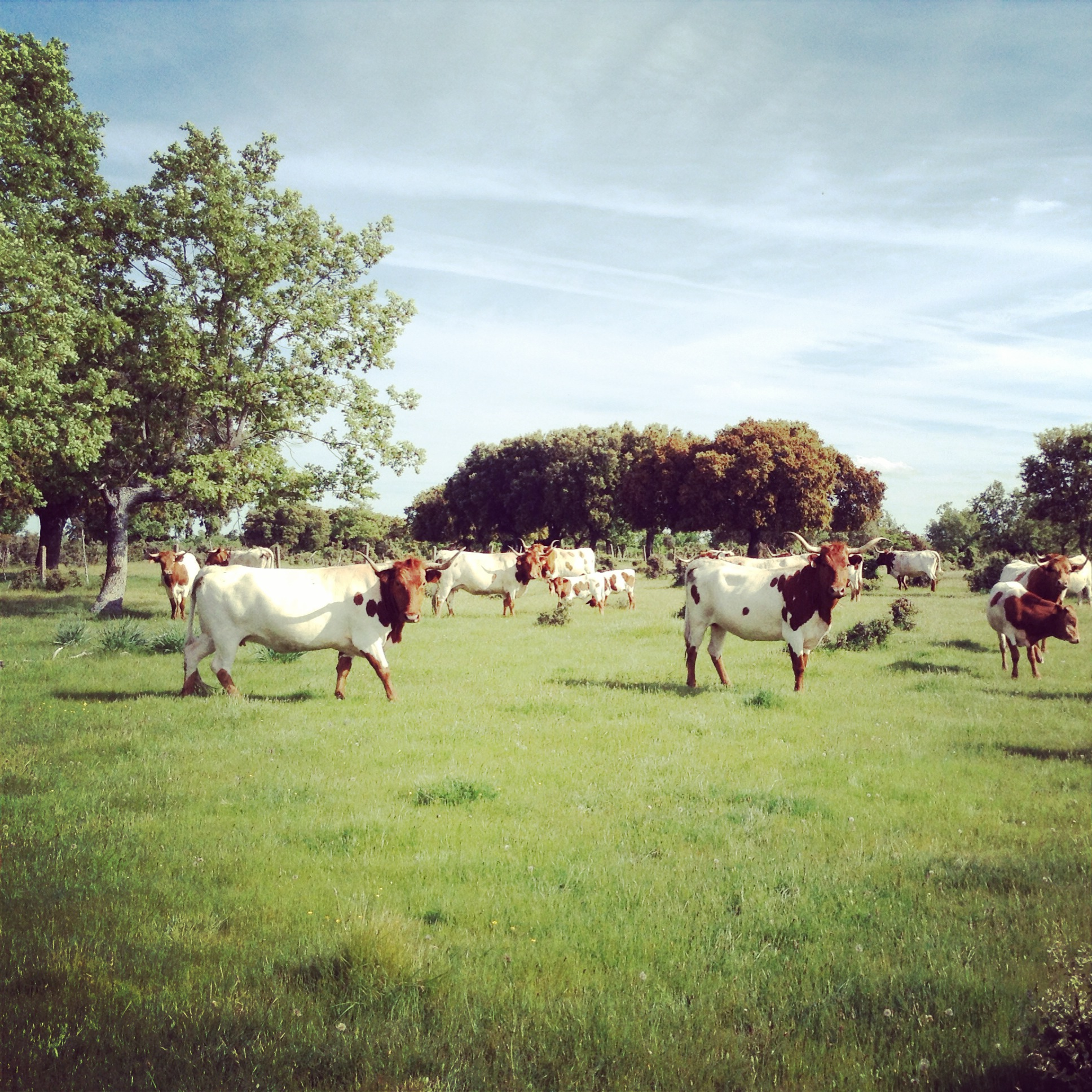
Grupo de vacas berrendas en colorado